# Волковский, Василий Иванович
Василий Иванович Волковский (род. 8 апреля 1948, Пашины) — российский политический деятель, депутат Государственной думы третьего и Государственной думы четвёртого созыва

## Биография
Окончил Даугавпилское авиационно-техническое училище ПВО имени Яна Фабрициуса (1970 г.), Свердловский юридический институт (в 1980 году).
24 июня 1999 г. был назначен первым заместителем министра РФ по налогам и сборам.

### Депутат госдумы
19 декабря 1999 был избран депутатом Государственной Думы РФ третьего созыва по списку блока «Единство» («Медведь»).
7 апреля 2005 года получил вакантный мандат депутата Государственной Думы РФ четвёртого созыва, освободившийся после ухода Виктора Косоурова